# ТОЗ-8
ТОЗ-8 (индекс ГАУ — 56-В-834) — советская однозарядная малокалиберная спортивная винтовка образца 1932 года под патрон 5,6 мм кольцевого воспламенения.

## История
Винтовка была разработана конструктором-оружейником Д. М. Кочетовым и серийно производилась на Тульском оружейном заводе.
После начала Великой Отечественной войны промышленность СССР была переориентирована на выпуск продукции военного назначения и производство спортивно-охотничьего оружия было прекращено. В декабре 1943 года Тульский оружейный завод получил задание возобновить производство спортивно-охотничьего оружия, в январе 1944 года бюро Тульского обкома ВКП(б) рассмотрело вопрос об организации производства ТОЗ-8 и выпуск винтовки возобновили (в том числе, на экспорт).
В СССР ТОЗ-8 на протяжении десятилетий широко использовалась для начального обучения стрельбе в тирах и системе ДОСААФ. Также она используется для охоты на мелкую дичь.
…Когда я стал взрослым, мне приходилось держать в руках разное оружие… Но я до сих пор помню, как ложится в руку маленькое скла́дное тело тульской малокалиберной винтовки. Это она ещё в школе научила нас стрелять!

## Конструкция
ТОЗ-8 отличается простотой устройства, является безотказной и надёжной в эксплуатации. 
В ствольной коробке размещены затвор и спусковой механизм.
Продольно-скользящий поворотный затвор используют для того, чтобы досылать патрон в патронник, закрывать канал ствола, совершать выстрел, выбрасывать отстрелянную гильзу. Боевые упоры отсутствуют, запирание осуществляется за рукоятку заряжания.
Спусковым механизмом совершается спуск курка с боевого взвода. Спусковой крючок закреплён на заднем конце спусковой пружины, снизу. При нажиме спусковой крючок упирается своими выступами в ствольную коробку и опускает вниз спусковую пружину со стойкой, чем освобождает курок, который вместе с ударником движется вперёд под действием боевой пружины и накалывает закраину гильзы патрона, содержащую ударный состав — происходит выстрел.
Прицельные приспособления включают мушку и открытый секторный прицел.
Тыльная крышка защищает глаза стрелка от ожога в случае прорыва газа во время стрельбы.
Ложа соединяет все части винтовки и служит для удобства при стрельбе; имеет приклад, шейку, цевьё.
В настоящее время некоторое количество винтовок ТОЗ-8 имеется в гражданском обороте как охотничий нарезной карабин в неизменном виде.

## Варианты и модификации
- ТОЗ-8М — спортивно-охотничья модель с длиной ствола 600 - 640 мм, секторным прицелом и ложей с полупистолетной шейкой из березы[8], выпуск был начат в 1954 году, после окончания Великой Отечественной войны[1]
- ТОЗ-8-01 - спортивная винтовка[9]
- ТОЗ-8ОПФ — карабин охотничье-промысловый НПО «Форт», снят с производства[10]
- ТОЗ-9 — пятизарядная спортивная магазинная винтовка, разработанная Д. М. Кочетовым в 1933 году на основе конструкции ТОЗ-8
- ТОЗ-11 — облегчённый вариант спортивной винтовки ТОЗ-8 для охотников-промысловиков, разработанный в 1946 году конструктором К. И. Шихватовым в Тульском конструкторском бюро спортивного и охотничьего оружия. Масса винтовки была уменьшена до 2 кг, установлена берёзовая ложа нового образца. ТОЗ-11 производилась в 1946—1957 гг.[11], в 1948 году удостоена большой серебряной медали и диплома II степени на Московской выставке охоты и собаководства 1948 года[12].
- ТОЗ-12 — модель с диоптрическим прицелом, разработанная Д. М. Кочетовым на основе конструкции ТОЗ-8М.
- ТОЗ-16 — охотничья винтовка, разработанная на основе конструкции ТОЗ-8М с учётом опыта производства и эксплуатации ТОЗ-11. Для ТОЗ-16 из 59 её деталей у ТОЗ-8М были заимствованы 16[11].

## Страны-эксплуатанты
- Беларусь — сертифицирован в качестве гражданского оружия[13]
- Казахстан — используются в качестве спортивного и учебного оружия[14]
- Канада — продавались в качестве гражданского спортивного оружия[15]
- Россия — используются в ДОСААФ в качестве спортивного и учебного оружия[16]
- СССР — использовались в качестве гражданского охотничьего оружия, а также в качестве спортивного и учебного оружия в ДОСААФ; во время Великой Отечественной войны ТОЗ-8 и ТОЗ-9 использовали советские партизаны[17]
- США — винтовки ТОЗ-8М импортировались в США как спортивно-тренировочное оружие[18]
- Третий рейх — в ходе Великой Отечественной войны некоторое количество винтовок ТОЗ-8 и ТОЗ-9 было захвачено немецкими войсками, ТОЗ-8 получила наименование Kleinkalibergewehr 205(r), а ТОЗ-9 — Kleinkalibergewehr 206(r).
- Украина — некоторое количество имелось на хранении в МЧС Украины[19] и вооружённых силах; по состоянию на 6 августа 2008 года, на складах министерства обороны оставалось 10 000 шт. винтовок ТОЗ-8[20], в мае 2010 года было принято решение о их утилизации[21], 29 февраля 2012 года было принято решение об утилизации ещё 1979 шт. ТОЗ-8[22].

## Музейные экспонаты
- винтовки ТОЗ-8 и их модификации (в том числе, опытные образцы 1930х годов) представлены в экспозиции Тульского государственного музея оружия[23]